# Andrea Panizza

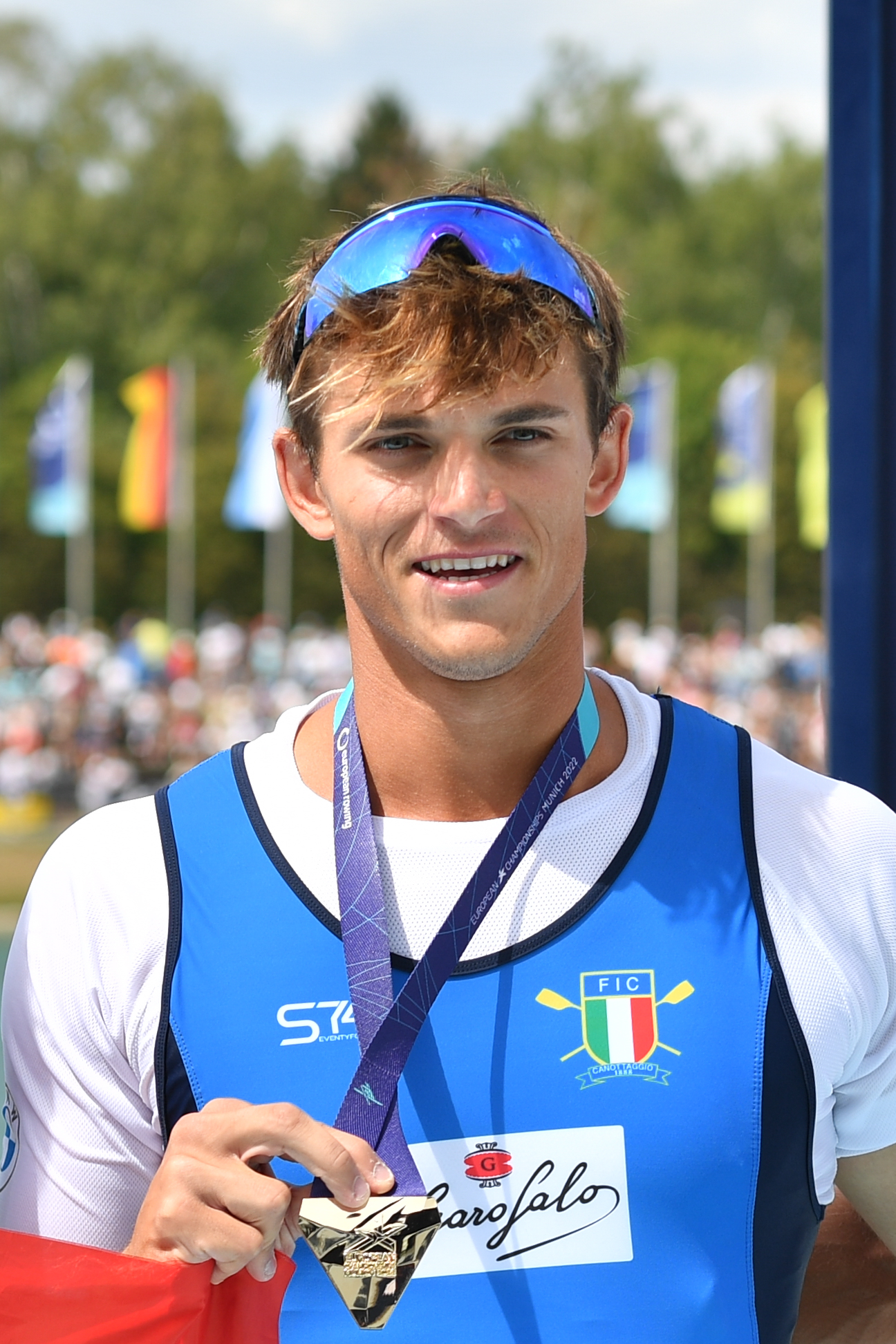
Panizza, 2022 bei den Europameisterschaften in München

Andrea Panizza (* 14. Juli 1998 in Lecco) ist ein italienischer Ruderer. Er war Olympiazweiter und Weltmeister im Doppelvierer.

## Sportliche Karriere
Panizza belegte 2015 mit dem Achter den vierten Platz bei den Junioren-Weltmeisterschaften. 2016 gewann er mit Marcello Caldonazzo Bronze im Doppelzweier bei den Junioren-Europameisterschaften. Bei den Junioren-Weltmeisterschaften 2016 gewann Panizza den Titel im Vierer mit Steuermann.
Bei den Europameisterschaften 2017 gewann der italienische Doppelvierer mit Romano Battisti, Andrea Panizza, Giacomo Gentili und Emanuele Fiume Bronze hinter den Booten aus Litauen und Polen. Ende Juli 2017 gewannen die Italiener mit Gergo Cziraki für Battisti Bronze bei den U23-Weltmeisterschaften. Bei den Weltmeisterschaften in der Erwachsenenklasse belegten Battisti, Panizza, Gentili und Fiume den zwölften Platz. 2018 bildeten Panizza und Gentili zusammen mit Filippo Mondelli und Luca Rambaldi den neuen italienischen Doppelvierer. Diese Crew gewann den Titel bei den Europameisterschaften vor den Litauern und den Polen. Bei den Weltmeisterschaften siegten die Italiener vor den Australiern und den Ukrainern. Im Jahr darauf gewannen die vier Italiener hinter dem Boot aus den Niederlanden die Silbermedaille bei den Europameisterschaften 2019 in Luzern. Bei den Weltmeisterschaften in Linz erkämpften die Italiener die Bronzemedaille hinter den Niederländern und den Polen. 2021 siegte der italienische Doppelvierer mit Simone Venier, Panizza, Rambaldi und Gentili bei den Europameisterschaften in Varese vor den Niederländern. Bei den Olympischen Spielen in Tokio erreichten die Italiener den fünften Platz.
Im Jahr darauf gewannen Nicolò Carucci, Andrea Panizza, Luca Chiumento und Giacomo Gentili die Goldmedaille bei den Europameisterschaften 2022 in München vor den Polen und den Rumänen. Einen Monat später siegten die Polen bei den Weltmeisterschaften in Račice u Štětí vor den Briten und den Italienern. Bei den Europameisterschaften 2023 in Bled gewannen die Polen den Titel vor den Niederländern und den Italienern, die 2023 mit der gleichen Crew wie 2022 antraten. Drei Monate später bei den Weltmeisterschaften in Belgrad siegten die Niederländer vor den Italienern und den Polen. 2024 gewann der italienische Doppelvierer bei den Europameisterschaften in Szeged. Für die Olympischen Spiele in Paris wechselte Rambaldi zurück in den Doppelvierer und ersetzte Nicolò Carucci. Das italienische Boot mit Luca Chiumento, Luca Rambaldo, Andrea Panizza und Giacomo Gentili überquerte die Ziellinie mit 2,4 Sekunden Rückstand auf die siegreichen Niederländer.
Andrea Panizza startet für Fiamme Gialle, die Sportabteilung der Guardia di Finanza.